# Vipera palaestinae
Vipera palaestinae — вид отруйної змії родини гадюкові (Viperidae).

## Опис
Звичайно вид сягає ві 70 до 90 см завдовжки, максимальна довжина — 130 см. Вага тіла до 1,5 кг.

## Поширення
Вид поширений в Ізраїлі, Палестині та Лівані, на заході Сирії та Йорданії. Зустрічається у біотопах середземноморського типу, у тому числі і у сільськогосподарських угіддях на висоті до 1500 м.